# Jim Holton
James Allan „Jim“ Holton (* 11. April 1951 in Lesmahagow, South Lanarkshire, Schottland; † 4. Oktober 1993 in Warwick, Warwickshire, England) war ein schottischer Fußballspieler auf der Position eines Verteidigers.

## Leben
Seinen ersten Profivertrag erhielt der damals 17-jährige Holton bei West Bromwich Albion, wo er drei Jahre unter Vertrag stand, aber nie zum Einsatz kam. 1971 wechselte er zu Shrewsbury Town, wo ihm der Durchbruch gelang.
Zwei Jahre später wurde er von Manchester United verpflichtet und erlebte gleich in seiner ersten Saison 1973/74 bei den Red Devils eine der schwärzesten Stunden der Vereinsgeschichte, als der ruhmreiche Verein den Abstieg in die zweite Liga hinnehmen musste. Im Dezember 1974 erlitt Holton einen Beinbruch, der ihn zu einer längeren Spielpause zwang. Es war nur der Auftakt zu einer Verletzungsserie, die Holton in den nächsten Jahren immer wieder zurückwerfen sollte. Nach einem weiteren Beinbruch, immer noch in Diensten von Manchester United, dachte er an einen Neuanfang bei einem anderen Arbeitgeber und wechselte 1976 zunächst zu den Miami Toros und bald darauf zum AFC Sunderland, bei denen er jeweils nur kurzzeitig spielte, ehe er bei Coventry City wieder einen längerfristigen Aufenthalt hatte. Doch das Verletzungspech blieb ihm hold und belastete ihn so sehr, dass er bei seinem letzten Arbeitgeber Sheffield Wednesday überhaupt nicht mehr zum Einsatz kam. Holton starb im Alter von 42 Jahren an einem Herzinfarkt.
Vor seinem ersten Beinbruch im Dezember 1974 absolvierte Holton insgesamt 15 Länderspiele für die schottische Nationalmannschaft. Höhepunkt seiner Laufbahn in der Nationalmannschaft war die Teilnahme an der Fußball-Weltmeisterschaft 1974, bei der er alle Vorrundenspiele der Bravehearts bestritt.